# It's the Great Pumpkin, Charlie Brown
It's the Great Pumpkin, Charlie Brown (no Brasil: Charlie Brown e a Grande Abóbora [Maga-SP] ou É a Grande Abóbora, Charlie Brown [VTI-Rio]) é um especial de TV dos Peanuts, lançado em outubro de 1966 após os sucesso dos especiais A Charlie Brown Christmas e Charlie Brown's All-Stars. No Brasil foi exibido pelo SBT (nos anos 80, com dublagem da Maga) e pela Rede Record (em 2007/2008, com dublagem da VTI), além de também ter sido lançado em VHS e DVD.

## Sinopse
O dia do halloween se aproxima e Lino escreve para a Grande Abóbora (uma espécie de "Papai Noel" do halloween), sendo sempre ridicularizado pela turma. E no dia do halloween, enquanto Lino vai aguardar a chegada da Grande Abóbora na plantação de abóboras, as demais crianças saem as ruas para a brincadeira de "doces e travessuras" e depois vão para uma festa.

## Trilha Sonora
Como de costume desde os dois especiais anteriores, a trilha foi composta e gravada pelo pianista Vince Guaraldi. A canção mais famosa deste especial certamente é "Great Pumpkin Waltz". Algumas músicas são encontradas nos álbuns "A Boy Named Charlie Brown", "Oh Good Grief" e "Lost Cues from the Charlie Brown TV Specials " de Vince Guaraldi. As músicas de maior destaque são:
- Linus and Lucy
- Great Pumpkin Waltz
- Frieda
- Charlie Brown Theme
- Red Baron

E ainda as canções It's a Long Way to Tipperary, Pack Up Your Troubles in Your Old Kit-Bag, There's a Long, Long Trail e Roses of Picardy (canções militares da época da Primeira Guerra Mundial).